# 609. pehotni polk (Wehrmacht)
Za druge 609. polke glejte 609. polk.
609. pehotni polk (izvirno nemško Infanterie-Regiment 609) je bil eden izmed pehotnih polkov v sestavi redne nemške kopenske vojske med drugo svetovno vojno.

## Zgodovina
Polk je bil ustanovljen 13. junija 1941 kot polk 16. vala v Hildesheimu; I. bataljon je bil ustanovljen v Mühlhausnu.
26. junija 1941 je bil polk preimenovan v 609. pehotni nadomestni polk, dodeljen 201. pehotni nadomestni brigadi in poslan v Rajhovski komisariat Ostland.